# Bernhard Kohl
Bernhard Kohl, född 4 januari 1982 i Wien, är en österrikisk före detta professionell tävlingscyklist. Han tävlade för det tyska UCI ProTour-stallet Gerolsteiner från 2007 till 2008. Tidigare har han också tävlat för ELK Haus Radteam Sportunion Schrems, Rabobank Continental Team och T-Mobile Team.
Bernhard Kohl vann bergspristävlingen med 48 poäng framför Carlos Sastre i Tour de France 2008, men diskvalificerades i efterhand på grund av dopning. Kohl bar den rödprickiga bergatröjan under sju etapper. Han slutade också trea bakom Sastre och Cadel Evans i slutställningen under det franska etapploppet. 

## Karriär
Bernhard Kohl blev professionell i det tyska UCI ProTour-stallet T-Mobile Team 2005. Innan dess hade han tävlat som amatör i ELK Haus Radteam Sportunion Schrems under säsongen 2002 och sedan bytt till Rabobank amatörstall, Rabobank Espoirs. Som amatör vann han bland annat Tour des Pyrénées 2004, U23-tävlingen vid Rund um den Henninger Turm under 2002 och samma år vann han nationsmästerskapets linjelopp i U23-klassen före bland andra Bernhard Eisel.
Kohl blev österrikisk nationsmästare på landsväg 2006, och slutade samma år på tredje plats på Dauphiné Libéré efter Levi Leipheimer och Christophe Moreau. Mellan säsongerna 2007–2008 tävlade österrikaren i det tyska UCI ProTour-stallet Gerolsteiner. 
Under säsongen 2008 slutade Kohl trea i Tour de France 2008 och vann bergspristävlingen. Senare under säsongen avslöjades det dock att den österrikiske cyklisten hade dopat sig under tävlingen. Efter det franska etapploppet vann han de österrikiska uppvisningsloppen Waidhofen an der Ybbs och Gmünd.
Tredjeplatsen under Tour de France 2008 ledde till att flera stall var intresserade av att använda Kohl. Redan tidigare var det klart att stallet Gerolsteiner skulle lägga ned eftersom huvudsponsorn, mineralvattentillverkaren Gerolsteiner Brunnen, valde att sluta sponsra stallet efter säsongen 2008. Bernhard Kohl skrev i september på ett kontrakt med Silence-Lotto-Q8 under tre år. Stallkamraten från Gerolsteiner, Sebastian Lang, skrev på för två år för det belgiska stallet.
I mitten av oktober 2008 kom nyheten att Bernhard Kohl hade testas positiv för CERA, tredje generations EPO, under Tour de France 2008. Det var när den franska anti-dopningsbyrån AFLD gick igenom suspekta prover från det årets Tour de France som de fann CERA i österrikarens blod. Tidigare hade även prover från Riccardo Riccò, Leonardo Piepoli och Stefan Schumacher testats positiva för CERA. Några dagar därpå erkände Bernhard Kohl att han hade bestämt sig för att dopa sig eftersom han trodde att det skulle bli svårt att hitta en ny arbetsgivare då mineralvattentillverkaren Gerolsteiner Brunnen skulle sluta sponsra Gerolsteiner. Efter att ha skadat sig i en olycka på Dauphiné Libéré valde han att dopa sig för att kunna visa upp sig från en bra sida under Tour de France. Det hela ledde till att Silence-Lotto-Q8 rev sönder kontraktet de skrivit med Kohl. Den 24 november 2008 blev Kohl tilldelad en två år lång avstängning. Han berättade också hur och när han använt sig av CERA och var han hade fått tag på produkten.

## Meriter
2002 – Rabobank (Amatör)
Nationsmästerskapens linjelopp, U23
Rund um den Henninger Turm (U23)
2004 – Rabobank (Amatör)
Tour of the Pyrenees
2006 – T-Mobile Team
1:a –  Nationsmästerskapens linjelopp
3:a – Dauphiné Libéré
2007 – Gerolsteiner
3:a – Tyskland runt, etapp 2

## Stall
- ELK Haus Radteam Sportunion Schrems (Amatör) 2002
- Rabobank TT3 (Amatör) 2003–2004
- T-Mobile Team 2005–2006
- Gerolsteiner 2007–2008